# Buccochromis
Buccochromis – rodzaj słodkowodnych ryb okoniokształtnych z rodziny pielęgnicowatych (Cichlidae).

## Występowanie
Gatunki endemiczne jeziora Malawi w Afryce.

## Klasyfikacja
Gatunki zaliczane do tego rodzaju:
- Buccochromis atritaeniatus
- Buccochromis heterotaenia
- Buccochromis lepturus
- Buccochromis nototaenia
- Buccochromis oculatus
- Buccochromis rhoadesii
- Buccochromis spectabilis

Gatunkiem typowym jest Paratilapia nototaenia.